# Sandal
Sandal (rusky Сандал) je jezero na jihu Karelské republiky v Rusku. Má rozlohu 152 km². Průměrně je hluboké 12 m a dosahuje maximální hloubky 58 m.

## Poloha
Leží v úzké kotlině severozápadně od Oněžského jezera

## Vodní režim
Voda odtéká do Oněžského jezera, se kterým je spojené průtokem.

## Využití
Od roku 1936 je součástí Pjalozerského vodního díla, převádějícího vodu řeky Suna pro výkony Kondopožské hydroelektrárny. Blízko jezera se nachází město Kondopoga.